# Fuchs-Endotheldystrophie
Die Fuchs-Endotheldystrophie ist eine autosomal-dominant vererbte Erkrankung der Hornhaut des Auges.
Synonyme sind:
- Fuchs-Hornhautepitheldystrophie (CAVE: Im heutigen klinischen Alltag wird sich auf das Endothel bezogen. Der Name kann in die Irre führen.)
- Fuchs-Syndrom-II
- Fuchs-Kraupa-Syndrom
- Kraupa-Syndrom

Die Bezeichnung bezieht sich auf eine Publikation aus dem Jahre 1910 des österreichischen Augenarztes Ernst Fuchs sowie 1920 des deutschen Augenarztes Ernst Kraupa.

## Pathogenese
Mit zunehmendem Alter gehen die Endothelzellen auf der Innenseite der Hornhaut zugrunde. Damit sind sie nicht mehr in der Lage, Wasser aus der Hornhaut in die Vorderkammer abzupumpen. Es kommt zu einer Quellung der Hornhaut und Abhebung des Hornhautepithels (Keratitis bullosa). Schon früher ist eine Verdickung der Descemet-Membran durch abnorme Endothelzellprodukte sichtbar (Cornea guttata). Dies ist meist erst in der dritten bis vierten Lebensdekade sichtbar.

## Verbreitung
Die Häufigkeit ist unbekannt. Frauen sind häufiger betroffen. Das Geschlechtsverhältnis beträgt 3-4:1.
Die Vererbung erfolgt teilweise autosomal-dominant, aber es wurden auch sporadische Fälle beschrieben, so dass von einer polygenetischen bzw. multifaktoriellen Ursache auszugehen ist.

## Symptome
Der Patient bemerkt eine Verminderung der Sehschärfe und erhöhte Blendungsempfindlichkeit. Charakteristisch ist dabei eine Besserung im Tagesverlauf (weil bei geöffneten Lidern etwas Wasser verdunstet). Später kann es auch zu schmerzhaften Einrissen der Hornhaut kommen.

## Klassifikation
Je nach genetischer Basis und Alter bei Erstmanifestation werden derzeit 7 Formen unterschieden. (Siehe Weblinks)

## Therapie
Zur Therapie verwendet man salzhaltige (hyperosmolare) Augentropfen, die der Hornhaut Wasser entziehen. Bei fortschreitenden Beschwerden muss eine perforierende Keratoplastik oder Descemet Membrane Endothelial Keratoplasty durchgeführt werden.